# Brain rot
A brain rot (magyarul: "agyrohasztás") egy kifejezés, amellyel az interneten levő, rendkívül alacsony színvonalú tartalmakra és annak negatív pszichológiai és kognitív hatásaira hivatkoznak. A kifejezés tágabb értelemben, a digitális média túlzásba vitt használatára is utal, amely a kognítiv képességek csökkenését: figyelemzavart és szellemi teljesítmény csökkenését okozza.

## A kifejezés eredete
A szót először 2004-ben az online világban használták, viszont széles körben 2023-ra vált ismertté, mint internetes mém. 2024-ben a szóval leggyakrabban már az Alfa generációval összefüggésben hivatkoztak. Kritikusok szerint ugyanis a generáció "túlzottan elmerül az online világban". Emellett a kifejezést gyakran összekapcsolják más szlenggel és az Alfa generáció körében népszerű trendekkel, mint a "skibidi" (hivatkozás a skibidi toiletre), "rizz" (karizma rövidítése) , "gyatt" (utalás a fenékre), "fanum tax" (étellopás) és a "szigma" (az alfahímekre hivatkozás). 2024-ben Fatima Payman ausztrál szenátor a címlapokra került azzal, hogy az Alfa-generáció szlengjét beemelte nyilvános beszédébe. Az ominózus beszédét egy fiatalabb munkása, Ezra Isma írta, amit egyesek úgy jellemeztek, hogy az online világon kívüli "brain rot".

## Kapcsolódó kifejezések
- Alfahím